# کولبینگن
کولبینگن (به آلمانی: Kolbingen) یک شهر در آلمان است که در تاتلینگن واقع شده‌است. کولبینگن ۱٬۳۳۴ نفر جمعیت دارد.